# Amance (Aube)
Amance – miejscowość i gmina we Francji, w regionie Grand Est, w departamencie Aube.
Według danych na rok 2019 gminę zamieszkiwało 255 osób, a gęstość zaludnienia wynosiła 11 os./km².